# Om en pojke (roman)
Om en pojke är en roman från 1998 av den brittiske författaren Nick Hornby. Boken utspelar sig under början av 1990-talet och i centrum står den 12-årige Marcus som är mobbad i skolan. Han lär känna den 36-årige Will, vuxen men ändå oansvarig. Boken har sålts i över en miljon exemplar.

## Bokens handling
Den ensamstående kvinnan Fiona har precis flyttat till London med sin 12-årige son Marcus. Marcus börjar i en ny skola men där trivs han inte då han ständigt blir mobbad av de äldre eleverna. Samtidigt oroar han sig för sin mamma, som hamnat i en depression och gråter ständigt. Han vågar inte berätta att han blir mobbad för han tror att hans mamma ska må ännu sämre då.
Will Freeman är 36 år gammal och ser sig själv som cool. Han tjänar bra men han behöver inte arbeta då han lever på royalties för en julsång hans pappa skrivit, Santa's Super Sleigh. Will hatar den sången och berättar inte gärna för folk hur han får sin inkomst. Han bor ensam i en lägenhet och gör inget särskilt om dagarna; tittar på TV, läser böcker, lyssnar på musik eller ger sig ut på en shoppingrunda då och då. På kvällarna umgås han med sina vänner på krogen.
En dag befinner sig Will i en skivaffär och lägger då märke till en kvinna han genast blir intresserad av, men han går inte fram för att prata med henne. Senare besöker Will ett café där han stöter på kvinnan igen, men nu bestämmer han sig för att lägga in en stöt genom att börja prata om en skiva med Pinky and Perky som kvinnan frågat efter. Men Will begår ett misstag; det är inte samma kvinna han sett i skivaffären. Men allt ordnar sig efter en stund och han inleder ett förhållande med kvinnan, som heter Angie. Angie visar sig ha barn, och Will har alltid avskytt barn men han drar sig inte ur förhållandet för det. Will erfar snart att han egentligen inte hatar barn - åtminstone inte äldre barn - men just då bestämmer sig Angie för att göra slut.
Will börjar fundera över sin nya erfarenhet och den ger honom en idé, och sen dröjer det inte länge innan han ljuger ihop att han har en 2-årig son vid namn Ned och en före detta fru vid namn Paula för att få gå med i "E.T. - Ensamma Tillsammans", en grupp för ensamma föräldrar. På så vis hoppas han kunna stöta på ensamma mammor. På första mötet lär han känna Susie, som han börjar umgås med även utanför föräldragruppen. 
Susie är en av Fionas väninnor. En dag ska Susie på picknick tillsammans med Will och några andra från E.T. och Fiona vill att hon tar Marcus med sig - Fiona är fortfarande nere och behöver lite tid för att vila upp sig. Picknicken pågår under nästan hela dagen och allt går bra tills Marcus av misstag dödar en and genom att kasta en smörgås på den. Parkvakten dyker upp och börja ställa besvärliga frågor, men Will räddar situationen genom att ljuga ihop att fågeln redan var död när de hittade den och att Marcus bara försökt sänka den då Susies lilla dotter Megan sett den döda fågeln och börjat gråta. Parkvakten vadar i för att fiska upp fågeln medan de bestämmer sig för att avsluta picknicken och åka hem. Susie blir den som får skjutsa hem alla eftersom Wills uppdiktade före detta fru hade lagt beslag på hans bil, och först åker de hem till Marcus. Alla går ur bilen och följer med honom upp, och när de kommit in i lägenheten ser de Fiona ligga utslagen på soffan med spyor omkring sig - hon har försökt begå självmord genom att svälja en burk receptbelagda piller. De ringer efter ambulans och på sjukhuset får de beskedet att Fiona kommer att överleva, men att de kommer att hålla henne över natten för observation. Marcus får då tillbringa natten hos Susie. Nästa morgon skjutsar Susie hem Marcus så att han kan städa lite i lägenheten medan hon åker för att hämta Fiona. Istället hittar Marcus det självmordsbrev hans mamma lämnat åt honom. I brevet förklarar Fiona att hennes depression och självmordsförsök inte haft något med honom att göra, och att hon ska försöka vaka över honom om hon kan. När Fiona sen kommer hem blir Markus arg på henne, men sen bestämmer han sig för att försöka liva upp stämningen lite med hjälp av en myskväll. Fiona beställer hem indisk mat medan Marcus går till videobutiken för att hyra en bra och rolig komedi som de kan titta på tillsammans, och efter många om och men bestämmer han sig för en film som precis släppts på video - Måndag hela veckan. Han läser på omslaget att filmen ska vara rolig, och när de sen tittar på den så håller Marcus med om att den är rolig - fram till scenen där mannen filmen handlar om försöker begå självmord. Då stänger Marcus av filmen, för han vill inte titta på det och han vill heller inte att Fiona ska titta på det för han tror att hon ska försöka begå självmord igen om hon ser andra göra det på video eller TV.
Marcus fäster sig dock vid Will efter händelsen och med tiden börjar han komma hem till honom efter skolan. Till en början ogillar Will hans besök, men snart blir han van vid att Marcus kikar förbi varje dag efter skolan. Marcus kommer snabbt underfund med att Will egentligen inte har några barn, men det låter han bli att berätta för någon. Han berättar inte ens att han besöker honom varje dag.
En dag efter skolan dyker några äldre grabbar upp och börjar jaga Marcus samtidigt som de kastar stenhårda karameller på honom. Marcus vill inte att de ska få reda på var han bor, så istället för att gå hem till sig springer han hem till Will som räddar honom. Will tycker synd om Marcus och bestämmer sig för att försöka hjälpa honom att slippa bli mobbad. Marcus klär sig annorlunda, har annorlunda frisyr och annorlunda glasögon. Will tror att om han hjälper Marcus med att byta stil så kommer mobbarna att lämna honom ifred, så han tar med Marcus och köper ett par dyra Adidas-skor till honom. Resten tänkte han hjälpa till med senare. Men en regnig dag blir Marcus av med sina nya skor. De blir stulna i skolan, så han får gå hem i bara strumporna. När han kommit hem undrar Fiona - som inte lagt märke till hans nya skor - vart hans skor tagit vägen, och Marcus tycker det är lika bra att säga sanningen - att han brukade gå hem till Will efter skolan, att Will egentligen inte har några barn och att Will köpt ett par nya skor åt honom och att skorna sen blivit stulna i skolan. Fiona blir arg och först skäller hon ut Will, förbjuder Marcus att träffa honom igen och sen tvingar hon Marcus att gå till rektorn för att anmäla skostölden. 
Utanför rektorns kontor träffar han Ellie, som blivit kallad till rektorn tack vare sin klädsel - alla var tvungna att ha på sig en tröja med skolans märke på men det vägrade Ellie, som istället alltid gick klädd i en t-shirt med en bild av Kurt Cobain från grungebandet Nirvana. Marcus frågar vem det är på bilden och Ellie ljuger ihop att det är en fotbollsspelare från Manchester United.
Mötet med rektorn blir allt annat än lyckat för Marcus. Rektorn dumförklarar honom bara hela tiden och till slut får Marcus nog och går bara därifrån. Han skolkar för första gången i sitt liv. Will ser honom sen ute på stan och tar upp saken med honom nästa gång de träffas - Marcus fortsätter komma hem till Will ibland trots att hans mamma förbjudit det. Marcus undviker dock ämnet och börjar istället fråga om Cobain - och snart får han veta vem Kurt Cobain egentligen är. 
Med tiden blir Marcus vän med Ellie. Han blir fortfarande mobbad men ingen vågar ge sig på honom när Ellie är i närheten. Marcus skäms lite över att han inte kan försvara sig, och samtidigt vill han att han och Ellie ska vara mer än vänner. Marcus ber Will om råd, och även om han vill hjälpa Marcus så vet han inte hur. 
Vintern kommer och med den även julen, en högtid Will inte är helt förtjust i eftersom han då får stå ut med att få höra den sång han avskyr jämt och ständigt; nämligen Santa's Super Sleigh. En dag frågar Marcus om han vill fira jul med dem och det går Will med på, även om han och Fiona inte kommer särskilt bra överens. Wills vänner är antingen bortbjudna eller upptagna med annat under julen och någon familj har han ju inte, så alternativet för honom vore alltså att fira jul ensam - vilket han inte vill. Will trodde först att det bara skulle de tre som skulle fira jul tillsammans, men när han kommer dit så visar det sig att även andra gäster redan anlänt - Marcus pappa, dennes flickvän Lindsay, deras gemensamma barn och flickvännens mamma. Det blir en lyckad jul och Will har med sig julklappar till Marcus och Fiona. Till Marcus har han med sig skivan Nevermind och en Kurt Cobain-tröja och till Fiona en ganska dyr vas. 
På nyårsafton blir Marcus och Fiona bjudna på nyårsfest hos Lindsay, och där träffar Marcus ingen annan än Ellie. Ellie ger honom en drink bestående av Coca-Cola blandat med sherry och de börjar prata om året som gått. 
Den kommande våren blir händelserik och allt ordnar sig för både Will, Marcus och Fiona.

## Om boken
Boken utspelar sig under perioden hösten 1993-våren 1994. Bokens titel refererar till låten "About a Girl" av Nirvana, vilket bekräftades av författaren i en intervju gjord för BBC Radio 4 i december 2001. Boktiteln är hämtad från en låt av Patti Smith som är en hyllning till Nirvana och Kurt Cobain. 
Boken har även publicerats som ljudbok, på svenska inläst av skådespelaren Johan Ulveson. På engelska finns den inläst av Alan Cumming.

## Filmatiseringen
År 2002 hade filmen Om en pojke premiär. Hugh Grant spelar Will medan Marcus gestaltas av Nicholas Hoult. I rollen som Marcus mamma Fiona syns Toni Collette.
Filmatiseringen är delvis trogen boken. En del saker har ändrats eller lagts till. Exempelvis uppträder Marcus på en talangjakt i filmen - en scen som inte förekommer i boken - och Marcus träffar inte Ellie på samma sätt i filmen. Även andra saker har ändrats; istället för Nirvana är det Mystikal som Marcus upptäcker i filmen och då inte tack vare Ellie. 

### TV-serie
En TV-serie baserad på boken med titeln Om en pojke hade premiär i USA under 2013. I TV-serien gestaltas Will av David Walton, Marcus av Benjamin Stockham och Fiona av Minnie Driver.